# 広運 (西夏)
広運（こううん）は、西夏の景宗の治世で用いられた元号。1034年 - 1035年。

## 西暦・干支との対照表
| 広運 | 元年   | 2年    |
| 西暦 | 1034年 | 1035年 |
| 干支 | 甲戌   | 乙亥   |